# Анђелка Петровић
Анђелка Петровић (Ваљево, 1. децембар 1992) је репрезентативка Србије у пливању у дисцилини 50 и 100 m слободним стилом. Чланица је Пливачког клуба Валис из Ваљева. Тренер јој је Владимир Бошковић.
Ова млада пливачица имала је запажене резултате на Светском првенству за јуниоре у Монтреју и Европском првенству за јуниоре у Београду. На такмичењу у Београду ушла је и полуфинале на 50 и 100 метара слободно и поправила националне и личне рекорде (26,64 и 57,4), освојивши 11. место на 100, а 13 место н 50 метара. На Европском првенству у пливању у малим базенима 2008., у Ријеци Хрватска имала је ватрено крштење у сениорској конкуренцији.
На Првенству Србије у малим базенима 2009. године Петровићева је поставила нови државни рекорд на 200 мешовито са 2:18,64. За Спортисту Ваљева проглашена је 2009. године.